# Salvador Puig
Salvador Puig, Salvador Puig Asbert, né le 4 décembre 1979 à Montcada i Reixac, est un joueur international espagnol de handball, évoluant au poste d'arrière droit.

## Palmarès

### Club
compétitions internationales
- Vainqueur de la Ligue des champions (1) : 2005

compétitions nationales
- Vainqueur du Championnat d'Espagne (1) : 2006
- Vainqueur de la Coupe du Roi (1) : 2007
- Vainqueur de la Supercoupe d'Espagne (1) : 2007

### Sélection nationale
12 sélections A et 35 sélections espoirs